# Värssu
Koordinaten: 58° 56′ N, 22° 57′ O
Värssu ist ein Dorf (estnisch küla) in der Landgemeinde Hiiumaa (bis 2017: Landgemeinde Pühalepa). Es liegt auf der zweitgrößten estnischen Insel Hiiumaa (deutsch Dagö).
Värssu hat zehn Einwohner (Stand 31. Dezember 2011). Der Ort liegt direkt an der Ostsee.